# Ruth Malcomson

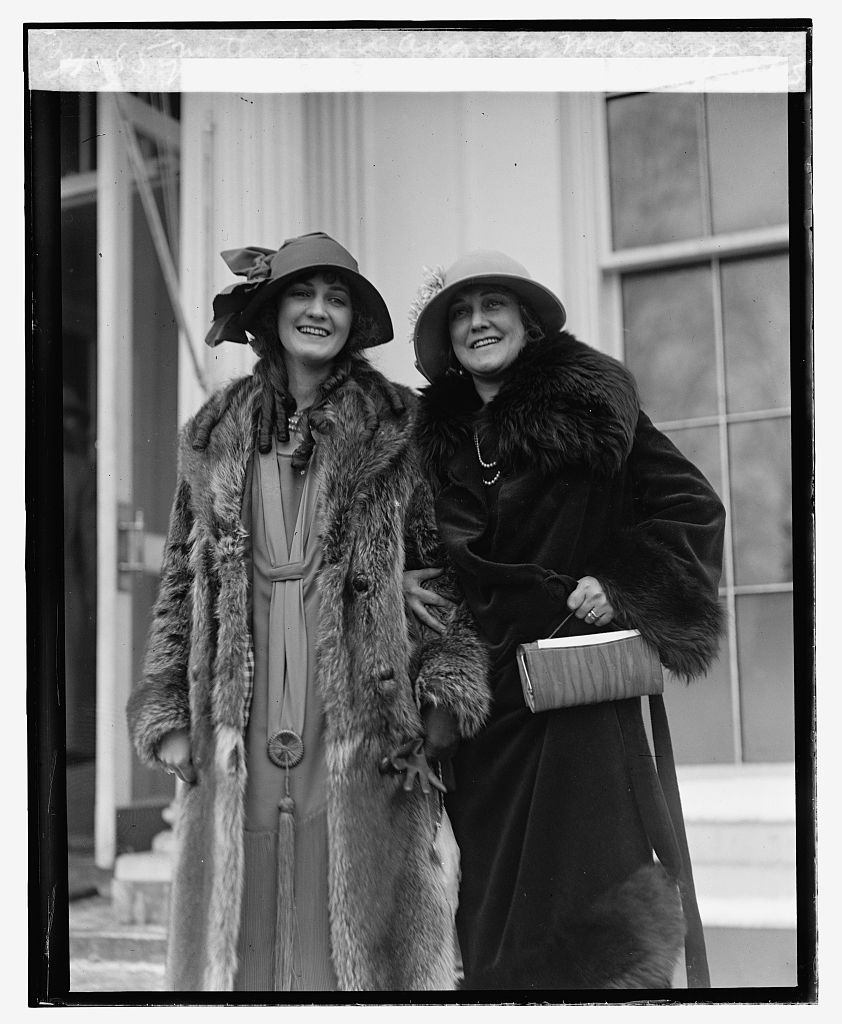
Malcomson (izquierda) con su madre, 1925

Ruth Augusta Malcomson (16 de abril de 1906 – 25 de mayo de 1988) fue nombrada Miss America en 1924, obteniendo el título a los dieciocho años.

## Biografía
Malcomson, originaria de Filadelfia, Pensilvania, fue la ganadora amateur del certamen de 1923 y volvió para derrotar a la titular Mary Campbell, que buscaba su tercera corona consecutiva. En aquella época, el relativamente nuevo concurso de belleza todavía se denominaba a veces "The Atlantic City Pageant", y a la ganadora "The Golden Mermaid."
En un artículo publicado tras el concurso, Malcomson dio a conocer sus diez reglas de belleza. Enumeradas brevemente, son:
1. Levantarse temprano.
2. Desayunar bien.
3. Hacer ejercicio.
4. No consumir alcohol.
5. Fumar es perjudicial.
6. Salir al aire libre.
7. Comer ligero.
8. Cenar satisfactoriamente.
9. Acostarse temprano.
10. Dormir.[4]

Su sobrina, Lorna Ringler Graham, fue Miss Pensilvania 1956 (y ganadora de un concurso de talentos no finalista en el certamen de Miss America de 1956), y la sobrina nieta de Ruth, Jodi Meade Graham, fue Miss Delaware 1981, que no obtuvo ningún puesto ni premio en el certamen de Miss América de 1981 en Atlantic City, Nueva Jersey.
Malcomson falleció en Drexel Hill, Pensilvania, el 25 de mayo de 1988 a los 82 años.